# Tschechische Badminton-Mannschaftsmeisterschaft 2005
Die Tschechische Badminton-Mannschaftsmeisterschaft der Saison 2004/2005 gewann das Team von BK 1973 Deltacar Benátky nad Jizerou.

## Endstand
| Platz | Mannschaft                           | Spiele | Siege | Remis | Niederlagen | Spielverh. | Punkte |
| ----- | ------------------------------------ | ------ | ----- | ----- | ----------- | ---------- | ------ |
| 1.    | BK 1973 Deltacar Benátky nad Jizerou | 14     | 13    | 1     | 0           | 91-20      | 41     |
| 2.    | Sokol Radotín Meteor OTEC Praha      | 14     | 10    | 0     | 4           | 69-43      | 34     |
| 3.    | SKB Český Krumlov                    | 14     | 10    | 0     | 4           | 65-47      | 34     |
| 4.    | USK Zentiva Plzeň                    | 14     | 8     | 1     | 5           | 70-41      | 31     |
| 5.    | Sokol Dobruška                       | 14     | 6     | 1     | 7           | 55-56      | 27     |
| 6.    | SK Prosek Praha                      | 14     | 5     | 1     | 8           | 57-55      | 25     |
| 7.    | Slavia TU Liberec                    | 14     | 2     | 0     | 12          | 21-91      | 18     |
| 8.    | SK Badminton Přerov                  | 14     | 0     | 0     | 14          | 19-93      | 14     |